# ボローニャ大学

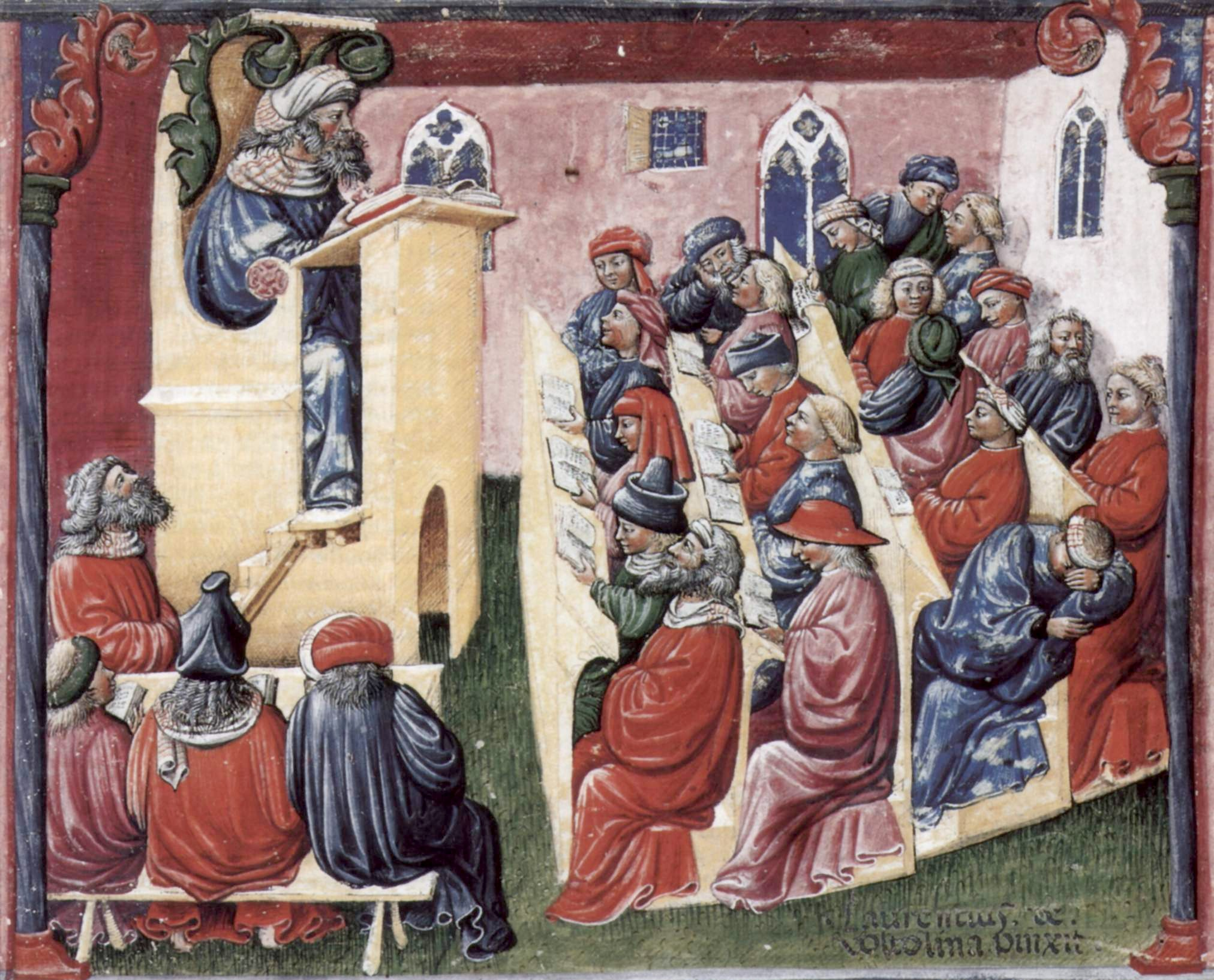
ボローニャ大学における1350年代の講義風景を描いた写本挿絵
書記机型の教卓と椅子が一体となった威厳ある座席に腰を下ろしている教授（左上）を、貴族や富裕層の子息からなる就学者たちが取り巻き、教えを受けている。もっともこの時代、教授者は就学者側に雇用された身分であり、現代に見られるような学生に対して上位の立場とは違っている。

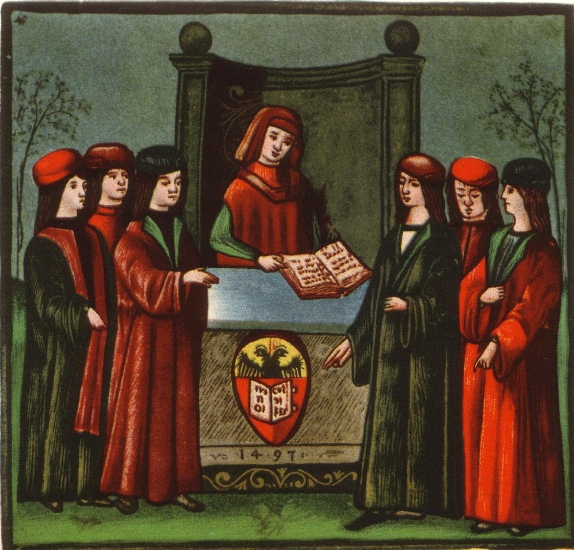

ボローニャ大学（イタリア語：Alma mater studiorum - Università di Bologna、略号：UNIBO）は、イタリアのボローニャに所在する大学である。
ヨーロッパ最古の総合大学（cf. 世界最古の一覧#学問所）であり、パドヴァ大学、サラマンカ大学、パリ大学、トゥールーズ大学、モンペリエ大学、オックスブリッジなど、12世紀から13世紀にかけて創立されたヨーロッパ最古の中世大学群の中で最も歴史を有する。世界の近代型大学の原点とされ、「母なる大学」(Alma Mater Studiorum) と称される。

## 歴史
正確な創立年は定かでないが、すでに11世紀には法学校として教育活動が行われていたと伝えられる。1888年、ジョズエ・カルドゥッチらが立ち上げた委員会の調査によって1088年が創立年であるとされ、創立800周年が祝われた。イルネリウスが創立者であるとみなされており、アルキジンナジオ館が初の大學棟であった。
ルネサンス期の一大拠点であり、創立から千年近い歴史のうちには、コペルニクス、エラスムス、ペトラルカ、ダンテなど、錚々たる歴史上の偉人達が名を連ねている。13世紀にはローマ教皇庁からストゥディウム・ゲネラーレ（中世大学）の認定を受けた。

### 年表
- 伝1088年：ボローニャ大学の前身施設が創設される。
- 13世紀：ローマ教皇庁より、ストゥディウム・ゲネラーレ（中世大学）に認定される。

## 評価
2022年のQS世界大学ランキングにおいて、世界第166位だった。卒業生のエンプロイアビリティランキング（雇用者による評価）では、世界第84位だった。2021年のTHE世界大学ランキングにおいて、世界第167位だった。また、持続可能な開発目標への大学のコミットメントにおいて、世界第6位、ヨーロッパでは第1位だった。2021年のUSニューズ&ワールド・レポートのランキングにおいて、世界第112位だった。2020年の世界大学学術ランキングにおいて、世界第201～300位とされた。世界最古の大学として圧倒的な権威を有することから、世界ランキングとは距離を取っているが、英語のみで授業を行うプログラムも充実している。

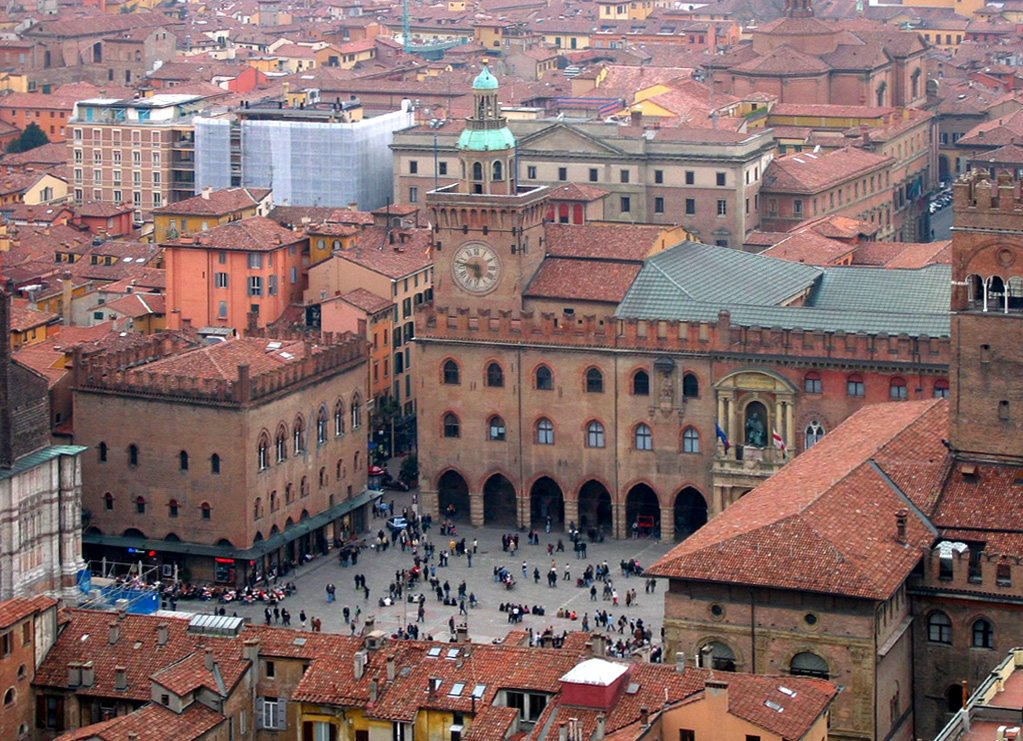

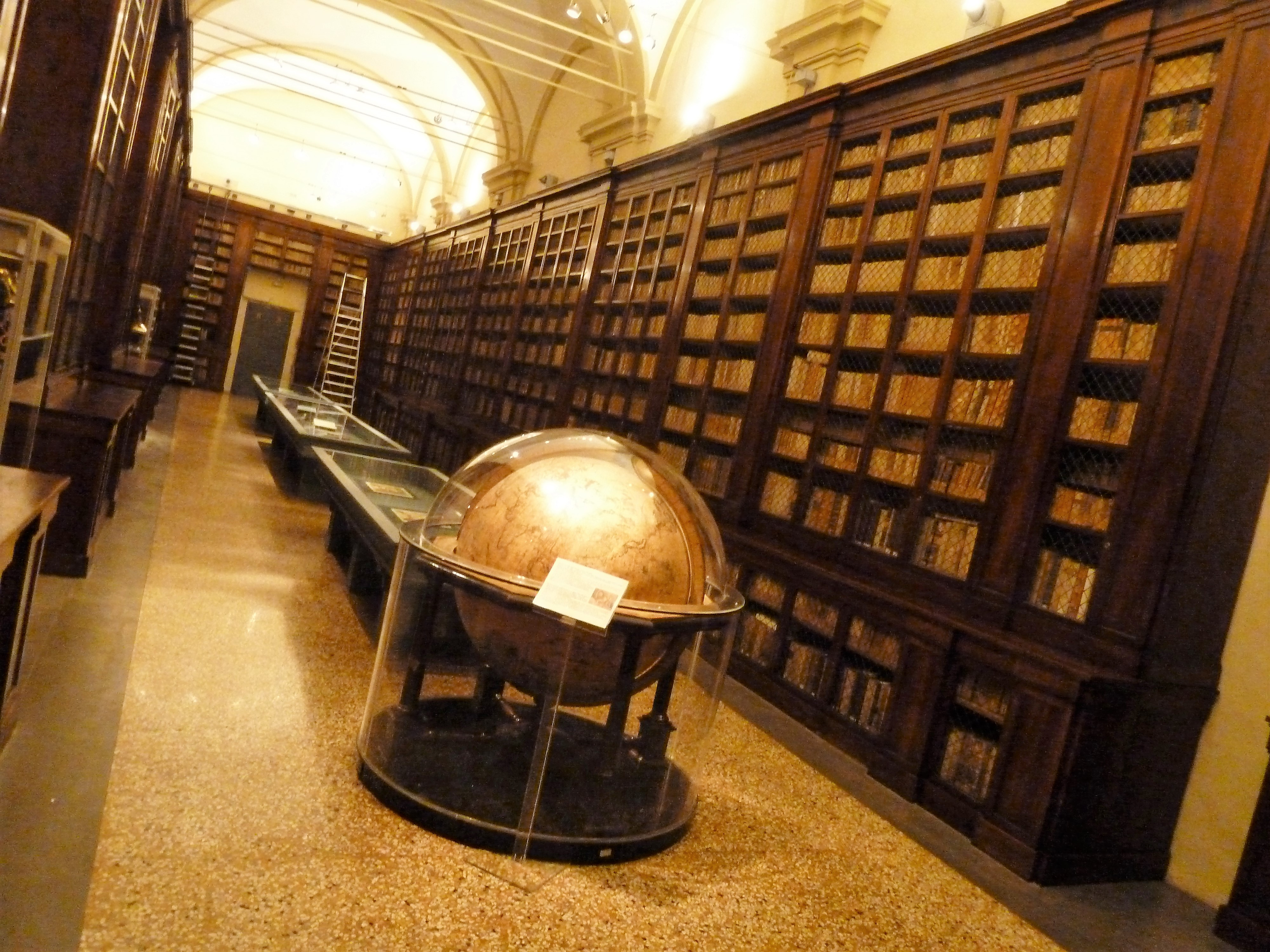

## 現在の施設

### 拠点
現在ではエミリア＝ロマーニャ各地（ラヴェンナとリミニ、フォルリ、チェゼーナ）の拠点に23の学部があり、10万人を超える学生が所属する。

### 学部
- 農学
- 芸術・新文学
- 経済
- 教育
- エンジニアリング
- スポーツ・サイエンス
- 外国語・文学
- 化学
- 法律
- 哲学
- 数学・物理・自然科学
- 獣医学
- 医学
- 政治科学
- 心理学
- 統計学
- 薬学

## 関連する著名人

### 著名な卒業生
- アンドレア・アルチャート : 法学者。
- ニコラウス・コペルニクス：天文学者。司祭。革命的な地動説によってルネサンスが始まった。
- パラケルスス：神秘主義的哲学的医術で有名。
- ピコ・デラ・ミランドラ：哲学者。
- ペトラルカ：詩人。学者。
- アレクサンデル6世 (ローマ教皇)：ルネサンス期の教皇。
- レオン・バッティスタ・アルベルティ：ルネサンス期の万能の人の典型と言われた天才。
- アルブレヒト・デューラー。ルネサンス期の画家。
- カルロ・ボッロメーオ：カトリック対抗宗教改革の推進者の一人。
- ダンテ：詩人。「神曲」で有名。
- イルネリウス：註釈学派の開祖。
- エラスムス：人文主義者。
- モンディーノ・デ・ルッツィ ：医学者。
- ジョヴァンニ・カッシーニ ：天文学者。
- ルイージ・ガルヴァーニ：生体電気研究の祖。
- マルチェロ・マルピーギ：顕微鏡解剖学の創設者。
- グレゴリウス13世 (ローマ教皇)。現行のグレゴリオ暦を採用した教皇。
- エンツォ・フェラーリ：フェラーリの創設者。
- ラザロ・スパランツァーニ：実験動物学の祖。
- グリエルモ・マルコーニ：発明家。ノーベル物理学賞受賞。
- ジャコモ・マッテオッティ。統一社会党の中心人物としてムッソリーニに対抗。
- ピエル・パオロ・パゾリーニ：映画監督。
- ミケランジェロ・アントニオーニ：映画監督。
- ロマーノ・プローディ ：政治家。イタリア共和国第76代・80代首相。欧州委員会委員長。

### 著名な教授
- ラウラ・バッシ：ヨーロッパ初の女性教授。
- ルイージ・ガルヴァーニ
- ギヨーム・ド・ティール
- コルッチョ・サルターティ
- ウンベルト・エーコ：小説家。哲学者。「薔薇の名前」で有名。

### 名誉博士
- アウンサンスーチー : 政治家（ミャンマー連邦議会議員、国民民主連盟中央執行委員会議長）。
- 綿貫民輔 : 政治家（第70代衆議院議長、国民新党初代代表）。
- 池田大作 ：宗教家（創価学会名誉会長）。
- 野依良治 ：化学者（理化学研究所理事長）。

## その他

### ドキュメンタリー
- 井上ひさしのボローニャ日記（2004年、NHK-BS）[1]